# 아우구스트 에밀 피엘도르프
아우구스트 에밀 피엘도르프(폴란드어 : August Emil Fieldorf, 1895년 3월 20일 ~ 1953년 2월 24일)는 폴란드의 군인이다. 제1차 세계 대전, 폴란드-소련 전쟁, 제2차 세계 대전에 참전했으나 전후 공산당에 의해 처형당했다. 제2차 세계 대전 중에는 폴란드 국내군(Armia Krajowa) 소속 특수부대인 Kedyw를 조직했고 이후 지휘관을 맡았었다. 또한 그는 폴란드 국내군 부사령관을 맡았었다.

## 생애

### 생애 초반

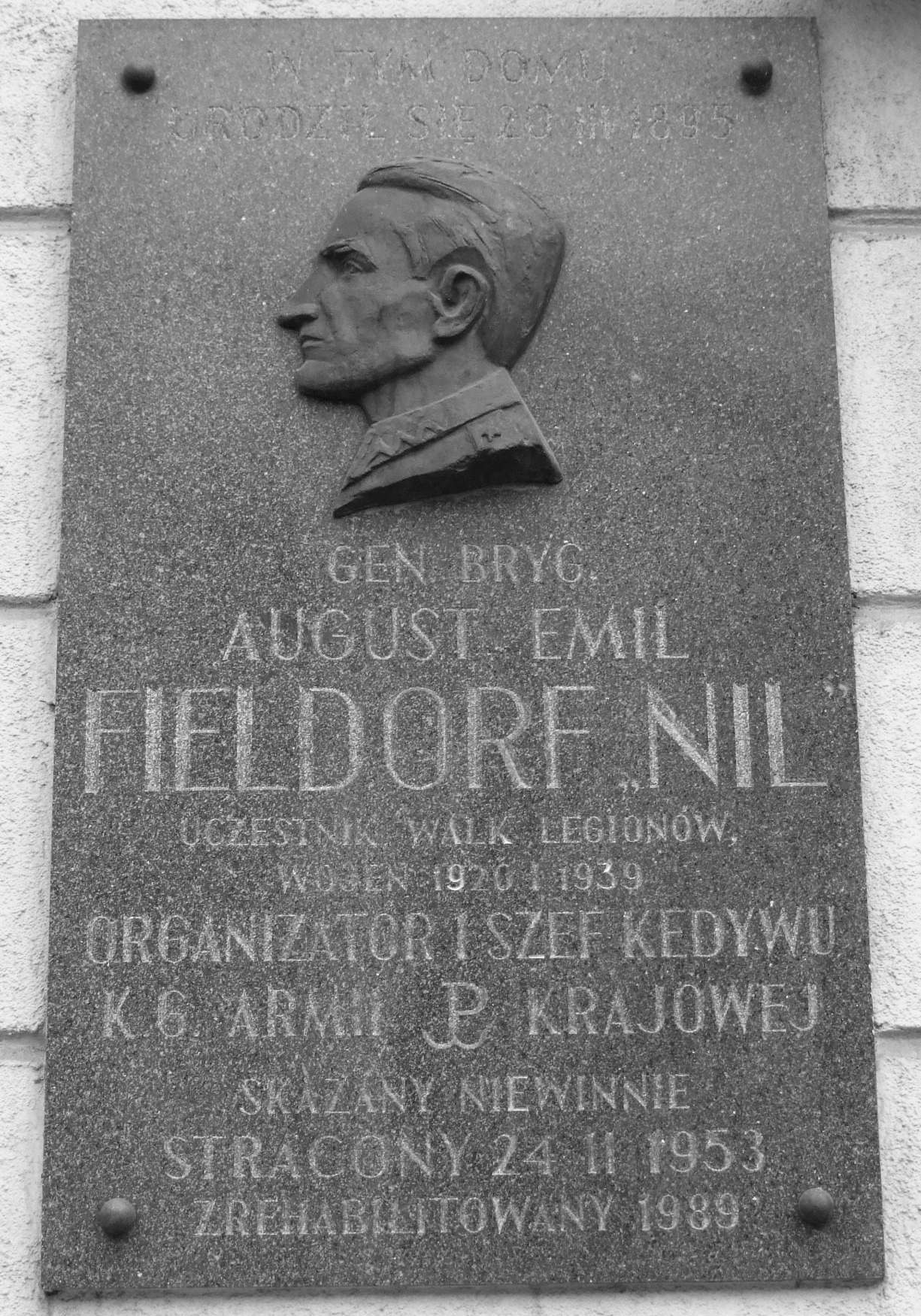
피엘도르프 장군 생가에 붙어있는 안내판

1895년 3월 20일 오스트리아-헝가리 제국 크라쿠프(Kraków)에서 태어났다. 그의 조상 중 독일인이 있었기에 그의 성은 독일식이다. 하지만 그는 자신을 폴란드인으로 생각했다.
1910년에 15세의 나이로 폴란드의 독립을 준비하는 준군사조직인 소총수 연합(Związek Strzelecki)에 가입하였다. 소총수 연합은 폴란드군의 전신 중 하나였다.
1912년에 소총수 연합의 정식 대원이 되었으며 이후 부사관 학교에 들어가서 부사관 교육을 받았다.

### 제1차 세계 대전
제1차 세계 대전이 발발하자 오스트리아-헝가리 제국과 독일 제국 편에서 싸우는 폴란드 군단(Legiony Polskie)에 하사로 입대했다. 동부 전선에 배치된 그는 보병 부소대장을 맡았다.
1916년에는 상사로 진급했다. 이후 1917년에는 장교 교육을 받기 시작했다. 그해 7월에 일어난 선서 거부 사태로 인하여 유제프 피우수트스키(Józef Piłsudski)가 독일군에게 체포된 이후에는 대러시아 전선이 아니라 대이탈리아 전선으로 배치되었다. 그러나 1918년 8월에 오스트리아-헝가리군을 탈영했다.
오스트리아-헝가리군을 탈영한 다음 유제프 피우수트스키(Józef Piłsudski)가 이끄는 폴란드 군사 기구(Polska Organizacja Wojskowa)에 가입했다. 폴란드 군사 기구는 폴란드 독립 전의 폴란드군이라 할 수 있을 정도로 체계적이었다. 소총수 연합은 준군사 조직이었지만 폴란드 군사 기구는 군대였다.
전쟁이 끝나고 폴란드가 폴란드 제2공화국으로 독립하자 그는 신생 폴란드군에 정식으로 들어갔으며 소총수 연합, 폴란드 군단, 폴란드 군사 기구에서의 모든 행적을 인정받고 장교가 되었다. 장교가 된 후 소대장으로 부임했으며 1919년 3월에는 1 보병 연대 소속 중기관총 (重) 중대장이 되었다.

### 폴란드-소련 전쟁
제1차 세계 대전이 끝나고 폴란드의 우크라이나, 벨라루스, 리투아니아 정복을 위해 이루어졌던 폴란드-소련 전쟁에 참전하였다. 리투아니아-벨로루시 소비에트 사회주의 공화국 빌뉴스(Wilno)에서 소련군을 몰아내었으며 이후 라트비아 독립 전쟁에서 폴란드인이 많이 사는 다우가프필스(Dyneburg)를 공격하였다. 이후 폴란드군은 우크라이나 지토미르까지 진출해서 해방시켰는데 여기에도 참가했다.
이후 더 동쪽으로 가서 1920년 6월에 키예프까지 공략했으나 붉은 군대에게 역습을 당하여 밀리고 말았다. 붉은 군대는 우크라이나, 벨라루스를 되찾고 폴란드 영내까지 밀고 들어왔다. 하지만 1920년 8월의 비아위스토크 전투(Bitwa białostocka)에서 다시 폴란드가 승리하여 소련군의 공세를 막았다. 여기에도 피엘도르프는 참전했다.
폴란드-소련 전쟁이 한창이던 1919년, 그는 야니나 코빌린스카(Janina Kobylińska)와 결혼하였고 이후 두 딸(Krystyna Fieldorf, Maria Fieldorf)을 두었다.

### 라트비아 독립 전쟁
아우구스트 에밀 피엘도르프가 1919년에 참전한 다우가프필스 전투는 라트비아 동남부의 다우가프필스에서 일어난 전투이기 때문에 라트비아 독립 전쟁의 일환으로 볼 수 있다. 그는 다우가프필스 전투에서 라트비아 백군과 함께 싸워서 라트비아 적군과 러시아 적군으로부터 승리를 거두었다.

### 전간기
소련과의 전쟁이 끝난 1921년 이후에도 계속 직업군인으로 남았다. 1928년 1월 1일에 소령으로 진급했으며 1 보병 연대 소속 대대장이 되었다. 이후 1931년에는 1 보병 연대의 부연대장이 되었다. 1932년에는 중령으로 진급했다. 1935년에는 빌뉴스(Wilno) 지역 국경경비대 소속 대대장으로 부임하였다. 근무지는 빌뉴스에서 서쪽으로 28km 정도 떨어진 트라카이(Troki)였다.
이후 1936년에는 소총수 연합(Związek Strzelecki) 프랑스 지부장이 되었다. 제2차 세계 대전 직전인 1938년에는 51 보병 연대장이 되었다.

### 제2차 세계 대전
폴란드 침공 당시 중령이었던 그는 폴란드군 12 보병 사단 소속 51 보병 연대장이었다. 1939년 9월 8일 밤부터 9월 9일 새벽까지 라돔(Radom) 전투에 참가했다. 하지만 라돔 전투에서 폴란드군은 패배하였고 당시 전투에 참가했던 부대는 전투 패배 이후 뿔뿔이 흩어지고 말았다. 결국 피엘도르프 중령은 민간인 복장으로 갈아입고 크라쿠프(Kraków)로 도망쳤다.
이후 프랑스 제3공화국으로 망명하고자 폴란드 제2공화국과 슬로바키아 공화국 국경을 넘었으나 슬로바키아는 폴란드와 전쟁 중이었다. 결국 슬로바키아 공화국에서는 적국 폴란드군 장교인 피엘도르프 중령을 억류하고 말았다. 1939년 10월의 일이었다. 불행 중 다행으로 몇 주 후, 피엘도르프 중령은 슬로바키아 공화국의 억류로부터 풀려났다. 그러고는 헝가리 왕국 국경을 넘었다. 이후 서쪽으로 가서 프랑스 제3공화국에 도착했다. 그리고 폴란드 서부군에 합류했다.
1940년 5월 3일, 폴란드 제2공화국 정부가 망명한 프랑스에서 피엘도르프 중령은 대령으로 진급하게 되었다. 프랑스 제3공화국이 나치 독일에 항복하자 피엘도르프 대령은 영국으로 건너갔다. 이후 폴란드 망명 정부의 명을 받고 1940년 7월 17일 영국 런던에서 출발하여 영국령 아프리카, 터키 이스탄불, 유고슬라비아 왕국 베오그라드, 헝가리 왕국 부다페스트를 거쳐서 9월 6일에 나치 독일에게 점령당한 바르샤바(Warszawa)로 비밀리에 들어왔다. 이후 폴란드 무장 봉기 단체인 무장투쟁단(Związek Walki Zbrojnej)에 가입했으며, 1941년에는 빌뉴스(Wilno)와 비아위스토크(Białystok)에서 대독항전을 벌였다.
1942년 2월에는 무장투쟁단(ZWZ)이 폴란드 국내군(Armia Krajowa)로 개편되었다. 이에 따라 피엘도르프 대령은 자동으로 폴란드 국내군에 배속되었다. 1942년 8월에는 폴란드 국내군 지휘부 소속 특수부대인 Kedyw의 사령관으로 취임했다. 당시 바르샤바 구역 친위대 및 경찰지도자는 프란츠 쿠체라였다. 프란츠 쿠체라는 친위대 소장이었다. 점령군 한 명이 공격받아 죽을 때마다 쿠체라 소장은 폴란드인 경범죄자 100명씩 죽였다. 이에 따라 폴란드 망명정부는 프란츠 쿠체라의 잔혹한 바르샤바 통치에 대하여 궐석 재판을 진행하여 쿠체라 소장에 대해 사형을 언도하였다. 이후 쿠체라 소장의 사형 집행(암살)은 특수부대 Kedyw에 맡겨져서 Kedyw 사령관이었던 피엘도르프 대령이 지휘하였다. 결국 쿠체라 소장은 1944년 2월 1일 오전 9시 정각에 Kedyw 대원들에게 습격을 받아서 죽고 말았다. 피엘도르프 대령은 1944년 2월 1일, 프란츠 쿠체라 소장을 암살하는데 성공했고 임무를 완료한 피엘도르프 대령은 Kedyw 사령관 자리를 얀 마주르키에비츠(Jan Mazurkiewicz) 중령에게 넘겨주고 물러났다.
1944년이 되자 제2차 세계 대전에서 소련이 나치 독일을 이기고 있었다. 그리고 전쟁에서 승리한 소련이 폴란드를 지배할 거라는 점도 확실했다. 이에 아우구스트 에밀 피엘도르프 장군은 1944년 4월에 NIE(Niepodległość - 독립)에 가입했다. NIE는 소련의 폴란드 지배에 반대하는 폴란드 국내군 소속 군사 조직이었다. 폴란드 국내군은 NIE를 통해 나치 독일 뿐만 아니라 소련의 지배에도 저항하였다. 피엘도르프 대령도 나치의 프란츠 쿠체라를 암살한 이후 반공, 반소 투쟁에 참여하였다. 폴란드 내에서 바르샤바 봉기가 일어나고 있을 적인 1944년 9월 28일, 피엘도르프 대령은 카지미에시 소슨코프스키(Kazimierz Sosnkowski) 장군에 의해 소장(Generał Brygady)으로 진급하였다.
이후 1944년 10월에는 폴란드 국내군(Armia Krajowa)의 부사령관이 되었다. 그는 레오폴트 오쿨리츠키(Leopold Okulicki) 장군이 폴란드 국내군을 자진 해산하기 전까지 부사령관을 계속 역임하였다. 결국 바르샤바 봉기에서 폴란드군이 독일군에게 항복하였다. 하지만 독일군은 큰 전력 손실을 입었다. 그 영향으로 이후 1945년 1월 바르샤바에서 소련군에게 패배한 후 서쪽으로 패퇴하고 말았다. 바르샤바를 소련군이 해방(점령)하자 폴란드 국내군 사령관 레오폴트 오쿨리츠키 장군은 국내군을 1월 19일에 자진 해산하였다.

### 공산당의 탄압

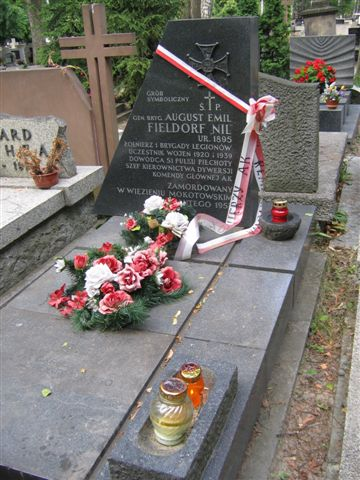
피엘도르프 장군 가묘

1945년 3월 7일, 피엘도르프 장군은 바르샤바(Warszawa) 인근의 밀라누벡(Milanówek)에서 НКВД에게 체포당했다. 당시 피엘도르프 장군은 나치 독일과 소련의 탄압을 피해 발렌티 그다니츠키(Walenty Gdanicki)라는 가명으로 있었다. 이후 1945년 3월 21일에 우랄산맥으로 강제 유형을 가게 되었다.
이후 1947년 10월에 석방되었다. 폴란드 인민 공화국으로 석방된 피엘도르프 장군은 발렌티 그다니츠키(Walenty Gdanicki)라는 가명으로 루블린(Lublin) 인근의 비아와포들라스카(Biała Podlaska)에 가족들과 다시 살게 되었다. 이후 바르샤바(Warszawa)로 이사갔고 나중에는 크라쿠프(Kraków)로 이사갔다가 우치(Łódź)에 있는 아담 프루흐니크(Adam Próchnik) 거리에 위치한 집으로 이사했다. 굴락에서 석방된 이후로는 반공 저항활동을 하지 않고 발렌티 그다니츠키(Walenty Gdanicki)라는 가명을 사용하며 가족들과 삶을 보냈다.
1948년 2월, 폴란드 인민 공화국 당국은 반공 인사들에 대한 사면 조치를 단행하였다. 이에 피엘도르프 장군은 병무청에 가서 본인은 발렌티 그다니츠키(Walenty Gdanicki)가 아니라 폴란드군 여단장 아우구스트 에밀 피엘도르프(August Emil Fieldorf)라고 본인의 계급, 소속, 이름, 성을 전부 다 밝혔다. 하지만 공산당의 사면 조치는 사실 반공 인사들을 낚기 위한 거짓부림이었다.
결국 피엘도르프 장군은 공산당 비밀경찰에게 체포당했다. 체포 이후 피엘도르프 장군은 바르샤바(Warszawa)에 위치한 비밀경찰 감옥에 투옥되었다. 그리고 폴란드 인민 공화국 국가보안부(Służba Bezpieczeństwa)에 의해 고문과 협박을 받았다.
국가보안부에서는 Kedyw에서 피엘도르프 장군의 부하로 활동한 브와디스와프 리니아르스키(Władysław Liniarski) 대령과 타데우시 그쥐미엘레프스키(Tadeusz Grzmielewski) 소령을 잡아다가 대질 심문을 시켰다. 제2차 세계 대전 당시 Kedyw가 벨라루스 지역에서 공산주의 빨치산을 살해한 것을 Kedyw 사령관이던 피엘도르프 장군에게 전부 반역죄로 뒤집어 씌웠다.
이후 유대인 검사 헬레나 볼린스카(Helena Wolińska)가 피엘도르프 장군을 반역죄로 기소했고 폴란드 인민 공화국 법원에서는 1952년에 사형을 선고했다. 가족들은 폴란드 인민 공화국의 볼레스와프 비에루트에게 사면을 신청했으나 사면이 거절당했다. 그리고 결국 1953년 2월 24일, 바르샤바 형무소에서 사형이 집행되었다.
피엘도르프 장군의 유해는 아직도 발견되지 않았다. 스탈린주의자들이 폴란드 인민 공화국에서 축출된 이후인 1958년 7월, 폴란드 인민 공화국 검찰은 그에 대한 모든 기소를 중지하였다. 폴란드가 자유 노조에 의해 민주화된 이후인 1989년 3월, 재심에서 무죄 판결을 받았다.

### 피엘도르프 장군을 죽인 자들
폴란드는 1989년에 민주화되었다. 이후 1992년에 폴란드 국가기억위원회(Instytut Pamięci Narodowej)에서는 피엘도르프 장군을 죽이는데 일조한 자들을 색출하기 시작했다.
아래는 1950년부터 1952년까지 피엘도르프 장군을 죽이는데 일조한 자들 목록이다:
- 폴란드 인민군 검찰 – 헬레나 볼린스카(Helena Wolińska)
- 검찰청 소속 검찰 – 벤야민 베이스블레흐(Beniamin Wejsblech), 파울리나 케른(Paulina Kern)
- 지방 법원에서 사형을 선고한 마리아 구롭스카(Maria Gurowska) 부장판사, 브로니스와프 말리노프스키(Bronisław Malinowski) 판사, 미에치스와프 시만스키(Mieczysław Szymański) 판사
- 대법원에서 사형을 선고한 에밀 메시(Emil Merz) 대법관, 구스타프 아우스찰레르(Gustaw Auscaler) 대법관, 이고르 안드레예프(Igor Andrejew) 대법관

하지만 이미 이들 아홉 명 중 일곱 명(Beniamin Wejsblech, Paulina Kern, Bronisław Malinowski, Mieczysław Szymański, Emil Merz, Gustaw Auscaler, Igor Andrejew)은 1992년 이전에 자연사하였다. 한편 1992년에 살아있던 두 명(Helena Wolińska, Maria Gurowska)은 폴란드 정부에서 처벌하려 했지만 결과적으로 실패했다.
유대계였던 헬레나 볼린스카(Helena Wolińska)는 1968년에 일어난 폴란드 공산당의 유대인 탄압으로 인해 폴란드 인민 공화국에서 영국으로 망명했다. 폴란드 정부는 민주화 이후 볼린스카를 국내로 송환해서 재판하려 했지만 영국 정부는 공소 시효가 지났다는 이유로 볼린스카의 폴란드 강제 송환을 거부했다. 결국 볼린스카는 2008년 11월 26일 자연사했다.
역시 유대계였던 마리아 구로프스카(Maria Gurowska)는 공산당의 유대인 탄압에도 불구하고 폴란드에 남아서 살다가 민주화 이후 법의 심판을 받게 되었다. 하지만 1997년 12월에 건강 악화로 재판이 중지되었고 1998년 1월 4일 사망하였다. 피엘도르프 장군의 둘째 딸인 마리아 피엘도르프 차르스카(Maria Fieldorf Czarska )여사는 두 유대인 공산주의자들이 법의 심판을 받도록 하기 위해 많은 노력을 하였다. 마리아 피엘도르프 여사의 노력은 "피엘도르프 장군의 사건"(W sprawie generała Fieldorfa)이라는 다큐멘터리 영화로 폴란드에 알려지게 되었다.

## 사후
W 1972 za zgodą Ministra Obrony Narodowej generała broni Wojciecha Jaruzelskiego na symbolicznym grobie generała Fieldorfa postawiono pomnik. Klepsydra symbolizująca grób znajduje się także w Kwaterze na Łączce Cmentarza Wojskowego.
27 lipca 2006, przy okazji obchodów 62 rocznicy wybuchu powstania warszawskiego, Prezydent RP Lech Kaczyński odznaczył go pośmiertnie Orderem Orła Białego.
29 lutego 2008 Sejm VI kadencji na swoim 9. posiedzeniu uczcił pamięć generała Augusta Emila Fieldorfa. Oto sejmowy zapis stenograficzny tego fragmentu obrad:
틀:Cytat
17 kwietnia 2009 odbyła się premiera filmu biograficznego Generał Nil w reżyserii Ryszarda Bugajskiego. W rolę Fieldorfa wcielił się Olgierd Łukaszewicz. Córka generała, Maria Fieldorf-Czarska zgłaszała zatrzeżenia dotyczące informacji zawartych w scenariuszu filmu.
Z dniem 31 lipca 2009 Minister Obrony Narodowej nadał Jednostce Wsparcia Dowodzenia i Zabezpieczenia Wojsk Specjalnych imię gen. Augusta Emila Fieldorfa „Nila”
W 2012 raper Tadek opublikował utwór muzyczny pod tytułem „Generał Nil” stanowiący upamiętnienie osoby Augusta Emila Fieldorfa, wydany następnie na płycie Niewygodna prawda.
W dniu 07.06.2013 roku, w Szkole Podstawowej w Rakowcu (gm. Kwidzyn) odbyła się uroczystość nadania szkole imienia Generała Augusta Emila Fieldorfa ps. Nil.

## 피엘도르프 장군 추모비 위치
- 바르샤바(Warszawa):

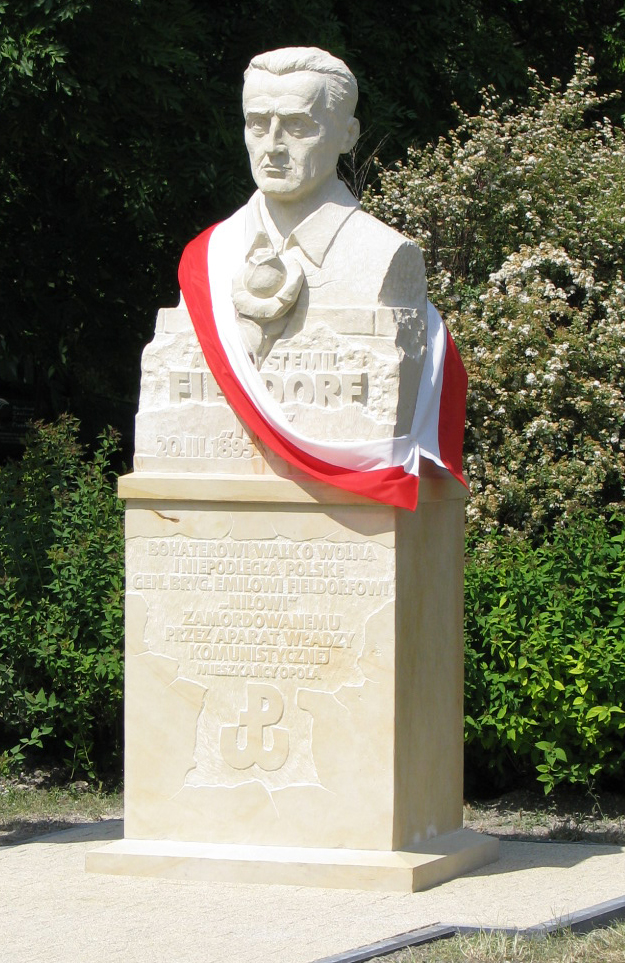
오폴레에 위치한 피엘도르프 장군 추모비

  - 에밀 피엘도르프 장군 거리(Ulica gen. Emila_Fieldorfa w Warszawie)에 위치한 추모비, 2010년 8월 26일 건립
  - 폴란드 국방대학교 앞
- 오폴레(Opole):
  - 2011년 5월 24일 건립
- 크라쿠프(Kraków):
  - 헨리크 요르단 공원
- 시에르프츠(Sierpc):
  - 기차역 앞에 2012년 5월 10일 건립

## tablice
- w kościele w Milanówku odsłonięto tablicę upamiętniającą Generała, odsłonięta 24 lutego 1978r.
- w Klasztorze Jasnogórskim, odsłonięta w 1987 r.
- na obelisku w Skarżysku-Bzinie, odsłonięta w 1987 r.
- w Krakowskim Kościele Ojców Kapucynów, odsłonięta w 1988 r.
- na domu w którym urodził się generał w Krakowie przy ulicy Lubicz 24, odsłonięta w 1989r.
- na Kościele Garnizonowym w Gliwicach, odsłonięta w 2009r.

## 서훈 내역
- Order Orła Białego (사후 수여, 2006)
- Krzyż Złoty Orderu Wojennego Virtuti Militari
- Krzyż Srebrny Orderu Wojennego Virtuti Militari (1923)
- Krzyż Niepodległości (1932)
- Krzyż Kawalerski Orderu Odrodzenia Polski (1937)
- Krzyż Walecznych – 4번 수훈
- Złoty Krzyż Zasługi (1929)

## 같이 보기
- 비톨트 필레츠키